# Erythrolamprus
Erythrolamprus är ett släkte av ormar som ingår i familjen snokar.
Snokar som ingår i släktet lever i Central- och Sydamerika. Kroppen har ofta röda, svart och vita ringar för att likna de giftiga korallormarna (Micrurus). Erythrolamprus själv är ofarliga för människor. Arterna är allmänt dagaktiva men de håller sig vanligen gömda. De jagar olika andra kräldjur och de förökar sig genom äggläggning.

## Taxonomi
Arter enligt Catalogue of Life:
- Erythrolamprus aesculapii
- Erythrolamprus bizonus
- Erythrolamprus guentheri
- Erythrolamprus mimus
- Erythrolamprus ocellatus
- Erythrolamprus pseudocorallus

IUCN listar däremot 19 arter i släktet och The Reptile Database ännu fler.